# Anastatus furnissi
Anastatus furnissi is een vliesvleugelig insect uit de familie Eupelmidae. De wetenschappelijke naam is voor het eerst geldig gepubliceerd in 1967 door Burks.